# Lenguas angas
Las lenguas angas o ngas forman un grupo filogenético de la subfamilia chádica occidental de las lenguas afroasiáticas y se hablan en los estados nigerianos de Plateau, Nasarawa y Kaduna.
Las lenguas del grupo angas son el cakfem-mushere, el goemai, el jorto, el koenoem, el kofyar, el miship, el montol, el mwaghavul, el ngas, el pyapun y el tal.

## Comparación léxica
Los numerales en diferentes lenguas angas son:
| GLOSA | Cakfem- Mushere   | Goemai       | Kofyar        | Miship        | Mwaghavul        | Ngas         | PROTO- ANGAS    |
| ----- | ----------------- | ------------ | ------------- | ------------- | ---------------- | ------------ | --------------- |
| '1'   | ku-me             | ɡə̀-méː       | mé            | kəme          | mə́ndòŋ           | ɡàk          | *-me            |
| '2'   | vel               | və́l          | vəl           | vəl           | və́l              | báp          | *vəl            |
| '3'   | kun               | kún          | kún           | kun           | kún              | kʷán         | *kun            |
| '4'   | feːr              | fə́r          | féːr          | feːr          | féːr             | fír          | *feːr           |
| '5'   | paːt              | pʰáːt        | pàːt          | baːt          | páːt             | pɛ̀t          | *paːt           |
| '6'   | peːmeː (5+1)      | pʰə̀mə́ (5+1)  | pèmə (5+1)    | pemeː (5+1)   | péːmè (5+1)      | pìmí (5+1)   | *paː+me (5+1)   |
| '7'   | feːrmeːkum (4+3)  | pʰə̀və́l (5+2) | pògòvəl (5+2) | pokvəl (5+2)  | póvə̀l (5+2)      | pòbáp (5+2)  | *paː+vəl (5+2)  |
| '8'   | feːrtiːt (4x2)    | pʰùkún (5+3) | pògòkun (5+3) | pokkun (5+3)  | pòkún (5+3)      | pòkʷún (5+3) | *paː+kun (5+3)  |
| '9'   | paːtmeːfeːr (5+4) | pʰə̀fár (5+4) | pògòfár (5+4) | pokfaːr (5+4) | pòféːr (5+4)     | pòfár (5+4)  | *paː+feːr (5+4) |
| '10'  | kakapaːt (5x2)?   | sár          | sàr           | sár           | kàːpàt və́l (5x2) | sàr          | *sar            |